# Bernard Vandamme
Bernard Vandamme is een Belgische muzikant en worstelaar met ervaring in judo.

## Carrière
Vandamme nam deel aan verschillende worstelkampioenschappen. Hij is onder andere vijfvoudige winnaar van de EuroStars European Championship. Na zijn worstelcarrière startte hij als sportcommentator bij Kanaal 2 en focuste op een muzikale carrière. Hij speelde eerder in kleine bandjes, en brengt sinds 2017 zijn eigen nummers uit.
In 2021 bracht hij zijn autobiografie Bodyslam uit.

## Kampioenschappen en prestaties
- Independent Wrestling World:
  - IWW Junior Heavyweight Championship (1 keer)

- Wrestling Stars:
  - WS European Tag Team Championship (2 keer)
  - WS Belgian Middleweight Championship (1 keer)

- EuroStars:
  - EuroStars European Championship (5 keer)

- Eventos de Wrestling Europeo:
  - EWE Heavyweight Championship (1 keer)

- Wrestling New Classic:
  - WNC Championship (1 keer)

- Dutch Pro Wrestling:
  - Dutch Heavyweight Championship (1 keer)

## Trivia
- Vandamme verscheen als krachtpatser in de Franse serie Fort Boyard.[2]